# Omfartsvejen (Sønderborg)
 For alternative betydninger, se Omfartsvejen. (Se også artikler, som begynder med Omfartsvejen)
Omfartsvejen er en omfartsvej ved Sønderborg. Den åbnede i forbindelse med Alssundbroen i 1981, vejen er en 2 sporet motortrafikvej og var oprindeligt ca. 9,5 km lang, men siden åbningen af Sønderborgmotorvejen i 2012 er den delt i to dele á 1,6 km ved Dybbøl og 5 km nord om Sønderborg.
Vejen tager sin begyndelse vest for Sønderborg i en rundkørsel, hvor den krydser Flensborg Landevej/Amtsvejen og går i en bue i nordøstlig retning. På den strækning er den nummereret som sekundærrute 401. I nærheden af Dybbøl Kirke mødes den med Hørtoftvej der fører trafikken ned på Sønderborgmotorvejen ved en stor fordelerring. 
Efter Alssundbroen og en frakørsel til Sønderborg centrum fortsætter vejen i østlig retning til den mødes med en dobbeltsporet rundkørsel ved Grundtvigs Allé. Herefter fortsættes det sidste stykke frem til den dobbeltsporede rundkørsel ved mødet med Augustenborg Landevej. På denne del af strækningen er vejen nummereret som primærrute 8.
Vejen er en såkaldt facadeløs vej, dvs. at nærliggende bebyggelse har udkørsel til andre veje end omfartsvejen.
54°55′54″N 9°48′12″Ø / 54.9316°N 9.8034°Ø